# Повратак (филм из 2017)
Повратак (The Return) је српски филм из 2017. године, дебитантско остварење редитеља и сценаристе Предрага Јакшића.
Филм jе своју премијеру имао у Београду 21. фебруара 2017. године.
Главну улогу у филму игра Лазар Роквуд (Lazar Rockwood), канадски глумац српског порекла, коме је ово 109. филм у каријери, а први у Србији и на српском језику. Уз њега ту су и глумачка имена Холивуда, Џон Севиџ (John Savage), Мајкл Паре (Michael Pare) и канадски глумац (Nick Mancuso).

## Радња
Овај филм је својеврсна психолошка студија, испричана трилерским жанровским обрасцем, о повратнику који након 40 година долази у родни крај у коме више нема никог свог. За њим, из Америке, долазе његови пријатељи не би ли га вратили назад, а мало село у Војводини постаје живо као никада до тада. Уз кривицу да је у Србији оставио и изневерио оне који су га подигли, а у Америци није успео да заштити своју нову породицу, јунак, растргнут сумњом, неспособан је да објективно сагледа стварне догађаје око себе, лакше прихватајући невероватне него очигледне одговоре, не знајући, при томе, ни да ли се враћа кући тиме што долази у завичај или тиме што ће се из завичаја вратити тамо где је и провео читав живот-у туђину.

## Улоге
| Глумац                           | Улога                |
| -------------------------------- | -------------------- |
| Лазар Роквуд                     | Стив Стојан Петровић |
| Ник Манкусо                      | Џон                  |
| Дубравка Мијатовић               | Марија               |
| Мајкл Паре                       | Мајкл Шредер         |
| Џон Севиџ                        | Човек у црном оделу  |
| Милорад Мандић Манда (постхумно) | Сликар Лаза          |
| Весна Станојевић                 | Хелен                |
| Радивоје Буквић                  | Чувар Силоса         |
| Рада Ђуричин                     | Славица              |
| Горјана Јањић                    | Жена са Библијом     |
| Бора Ђорђевић                    |                      |

## Музика
Оригиналну музику за филм урадио је Саша Милошевић Маре, музику у филму изводе група Вране Камене, Ивана Јордан и ансамбл Банатски кицоши.

## Занимљивости
Ово је последњи филм који је снимио Милорад Мандић Манда и први филм Дубравке Мијатовић након 2008. године, те представља њен повратак на филмско платно.